# 비휘발성 메모리
비휘발성 메모리(영어: non-volatile memory, non-volatile storage, NVM)는 전원이 공급되지 않아도 저장된 정보를 계속 유지하는 컴퓨터 메모리이다. 비휘발성 메모리의 종류에는, 롬, 플래시 메모리, 마그네틱 컴퓨터 기억 장치(예를 들면, 하드 디스크, 디스켓 드라이브, 마그네틱 테이프), 광디스크 드라이브 등이 있으며, 초창기 컴퓨터 저장 장치였던 천공 카드, 페이퍼 테이프 같은 것도 있다.
비휘발성 메모리는 보통 보조 기억 장치(secondary storage), 즉 장기간의 영구적 저장 공간으로서 이용된다. 현재 가장 널리 쓰이고 있는 주기억장치는 "휘발성" 메모리인 램이다. 이것은 컴퓨터의 전원이 꺼졌을 때, 램 안에 있던 모든 데이터가 지워진다는 말이 된다. 불행하게도, 현재 나와 있는 비휘발성 메모리는 주기억장치에는 적합하지가 않다. 일반적으로 비휘발성 메모리는 램보다 가격 단가가 비싸다든가, 성능이 잘 나오지 않는다든가 한다.
여러 기업들이 휘발성 메모리인 램(RAM)에 비해, 속도나 용량 면에서 뒤떨어지지 않는, 신소재의 비휘발성 메모리를 개발하려고 노력하고 있다. 예를 들어, IBM은 현재 MRAM (마그네틱 RAM)을 개발 중이고, 삼성전자, 인텔, ST마이크로일렉트로닉스 등은 PRAM을 개발 중이다. 이러한 기술이 개발된다면, 에너지를 절약할 수 있을 뿐만 아니라, 컴퓨터가 즉시 시동되어 동작할 수 있게 될 것이다. 느린 시동 및 셧다운 순서를 건너뛸 수 있기 때문이다.
컴퓨터 시스템의 주 메모리가 비휘발성이라면 전원 중단 후 시스템을 시작하는 데 필요한 시간이 크게 줄어든다. 현재 기존 유형의 반도체 비휘발성 메모리는 메모리 크기, 전력 소비 또는 작동 수명에 제한이 있어 주 메모리로는 실용적이지 않다. 비휘발성 메모리 칩을 시스템의 메인 메모리, 영구 메모리(persistent memory)로 사용하기 위한 개발이 진행되고 있다. NVDIMM-P로 알려진 영구 메모리 표준이 2021년에 발표되었다.

## 같이 보기
- SRAM(Static Random Access Memory)
- DRAM(Dynamic Random Access Memory)
- MRAM(Magnetoresistive Random Access Memory)
- FLASH RAM(Flash memory, Flah RAM)
- 스핀토크 전가
- 스핀트로닉스
- 통일 확장 펌웨어 인터페이스